# TiMi Studios
TiMi Studios（ティミスタジオ、中国語: 天美工作室群） は、中国の深圳市に本社を置き、ロサンゼルス、 成都、上海にオフィスを構えるコンピュータゲーム開発スタジオであり、テンセントゲームズの子会社。2008年にJade Studioとして設立されたTimiは、異なる専門分野を持つ複数のスタジオで構成されており、『王者栄耀』『伝説対決 -Arena of Valor-』『Pokémon UNITE』といったPC、モバイル、Nintendo Switch用ゲームやアクティビジョンの『コール オブ デューティ モバイル』など様々なジャンルのゲームを開発している。

## 歴史

### 2008–2013：Jade Studioとしての起源
TiMi Studiosは、2008年に中国の深圳市でJade Studioとして設立された。スタジオは、中国で最も成功したレースゲーム『QQ Speed』 （日本版は『爆走ドリフターズ』、以下便宜上日本版の名称で表記）で中国のPCゲーム市場に参入した。2019年7月2日の時点で『爆走ドリフターズ』の登録ユーザー数は7億人で、そのうち2億人がモバイルプレイヤーとして登録している。『爆走ドリフターズ』に続き、Jade Studioは2010年に独自のMMORPG『The Legend of Dragon』、2012年にファーストパーソン・シューティングゲーム『逆战』をリリースした。2013年にはスタジオが手掛けるPCゲームとしては最後となるサードパーソン・シューティングゲーム 『槍神紀』をリリースした後、モバイルゲームに進出し『We Match』や『We Run』などのWeChat専用ゲームをリリースした。 

### 2014–2016：TiMi Studiosの設立と中国での成功
2014年、Jade Studioは、成都のWolong Studioおよび上海のTianmeiyiyou Studioと合併して、TiMi Studiosを設立した。合併後の2015年、同スタジオは大規模なMOBAゲーム『王者栄耀』でモバイルゲームに進出した。2019年上半期の世界のモバイルゲーム売上高では王者栄耀が最も売上が高いゲームであり、7億2800万ドル以上を稼いでいる。 
2016年にTimi Studiosは王者栄耀の公式Eスポーツ競技「King Pro League」（KPL）を導入した。KPLはTimi StudiosのEスポーツへの最初の参入となり、賞金総額は1200万ドルにのぼった。 

### 2016年〜現在：世界的な成長、伝説対決 -Arena of Valor-、コール オブ デューティ モバイルおよび将来のプロジェクト
王者栄耀の成功を受けて、2016年にTimi Studiosは『伝説対決 -Arena of Valor-』をリリースした。このMOBAゲームは、アジア、ヨーロッパ、北米、南米の50か国以上でモバイルとNintendo Switch向けに発売され、スタジオのリーチを世界中に拡大し、2019年5月に報告された月間アクティブユーザー数は1300万人を超えた。同作は、2018年アジア競技大会と2019年東南アジア競技大会でのeスポーツのデモイベントの一部になった。2019年3月18日、カリフォルニア州サンフランシスコで開催されたGame Developers Conference（GDC）で、アクティビジョンはTiMi Studiosと提携して近日配信予定の作品『コール オブ デューティ モバイル』を開発すると発表した。同作は2019年10月1日に世界中でリリースされ、2019年10月4日の時点で3500万ダウンロードを突破し、収益は200万ドルを超えている。 
2019年12月、同作はThe Game Awardsで最優秀モバイルゲーム賞を受賞した。 
2019年7月には、2020年6月24日に明らかになったモバイルとNintendo Switch用リアルタイムストラテジーポケモンゲーム 『Pokémon UNITE』をTimi Studiosとポケモンが開発していることが発表された。 
2020年5月、Timi Studiosは元343 IndustriesとUbisoft開発者のスコット・ワーナーが北米のスタジオディレクターに就任することを発表した。 
2020年6月29日、SNKは横スクロール・アクションゲームシリーズ『メタルスラッグ』 の新作で、TiMi Studioが開発を担当するモバイルゲーム『METAL SLUG CODE: J』（仮称）が開発中であることを発表した。

## ゲーム一覧
| 年   | 作品名                                         | プラットフォーム         |
| ---- | ---------------------------------------------- | ------------------------ |
| 2007 | QQ Three Kingdoms                              | PC                       |
| 2008 | QQ Speed (爆走ドリフターズ)                    | PC                       |
| 2010 | The Legend of Dragon                           | PC                       |
| 2011 | The King of Dazzling Fighters / King of Combat | PC                       |
| 2012 | 逆战                                           | PC                       |
| 2013 | 槍神紀                                         | PC                       |
| 2013 | We Match                                       | モバイル                 |
| 2013 | We Run                                         | モバイル                 |
| 2014 | We Fight                                       | モバイル                 |
| 2014 | We Drift                                       | モバイル                 |
| 2014 | Let's Catch Demons Together!                   | モバイル                 |
| 2014 | Eliminator Alliance                            | モバイル                 |
| 2014 | Fantasy Fighters                               | モバイル                 |
| 2015 | Crossfire Legends                              | モバイル                 |
| 2015 | 王者栄耀                                       | モバイル                 |
| 2016 | 伝説対決 -Arena of Valor-                      | モバイル,Nintendo Switch |
| 2017 | King of Chaos                                  | モバイル                 |
| 2017 | QQ Speed: mobile/爆走ドリフターズ              | モバイル                 |
| 2018 | The Legend of Dragon: mobile                   | モバイル                 |
| 2018 | PlayerUnknown's Battlegrounds: Army Attack     | モバイル                 |
| 2018 | The King of Fighters: Destiny                  | モバイル                 |
| 2018 | Contra: Return                                 | モバイル                 |
| 2019 | Battle Through The Heavens                     | モバイル                 |
| 2019 | 聖闘士星矢                                     | モバイル                 |
| 2019 | コール オブ デューティ モバイル                | モバイル                 |
| 2021 | Pokémon UNITE                                  | モバイル,Nintendo Switch |
| TBA  | Metal Slug Code: J                             | モバイル                 |